# Cophura ferugsoni
Cophura ferugsoni là một loài ruồi trong họ Asilidae. Cophura ferugsoni được Wilcox miêu tả năm 1965. Loài này phân bố ở vùng Tân Bắc giới.